# Поселенці (фільм, 2021)
Поселенці (англ. Settlers) — британський науково-фантастичний трилер 2021 року. Автор сценарію і режисер Ваятт Рокфеллер. Світова прем'єра відбулася на кінофестивалі «Tribeca» 18 червня 2021 року. Випущений в прокат 23 липня 2021 року у США компанією «IFC Films».

## Про фільм
На невелику родину в самотньому форпості на Марсі нападають бандити. Один з нападників, Джеррі, виживає і вбиває батька сім'ї. Він намагається «влитися» в родину, вимагаючи тридцять днів, щоб проявити себе перед матір'ю Ільзою та дочкою Реммі. Згодом Ільза ніби приймає його, але через тридцять днів намагається застрелити. Вона зазнає невдачі, оскільки магазин з пістолетом, який Джеррі навмисно залишив, був порожнім. Джеррі вбиває її в боротьбі. Реммі, яка обурюється присутністю Джеррі, стає похмурою і проводить більшу частину свого часу зі Стівом, роботом, схожим на домашню тварину, який вона знайшла на складі. Реммі також виявляє, що їхня ферма знаходиться у великому силовому поліміхурі, який утримує повітря для дихання всередині. Їй стає зрозуміло, що бандити прийшли ззовні або з іншої так само захищеної території.
Минають роки, і Реммі, тепер молода жінка, залишається похмурою й майже повністю мовчазною разом з Джеррі. Вони сперечаються, чи варто мати дитину, і Реммі вирішує втекти. Але Джеррі не дає їй цього зробити. Він зв'язує її та намагається зґвалтувати, проте Стів вдаряє Джеррі в шию насадкою для електробура. Реммі звільняється та вбиває Джеррі. Тепер одна, вона вирішує піти, залишаючи Стіва доглядати за форпостом.

## Знімались
| Актор                         | Роль                       |
| ----------------------------- | -------------------------- |
| Софія Бутелла                 | Ільза                      |
| Ісмаель Круз Кордова          | Джеррі                     |
| Бруклін Прінс Нелл Тайґер Фрі | молодша Реммі старша Реммі |
| Джонні Лі Міллер              | Реза                       |